# إيريكا ليندبيك
إيريكا ليندبيك (Erica Lindbeck) هي ممثلة أمريكية ولدت في 29 مايو 1992 في بوسطن، ماساتشوستس.

## أدوارها في الأنمي

### مسلسلات أنمي تلفزيونية
- كذبتك في أبريل - كاوري ميازونو
- أونميوجي نجم التوأم - كوهانا
- بيرسيرك (2016) - فارنيزي
- شارلوت - سارا شين
- البدلة المتنقلة جاندام: أيتام الدم الحديدي - آزي غرومين
- لاف لايف! - إيلي أياسي
- أوكالتيك ناين - توكو سوميكازي
- ماغي: The Kingdom of Magic - رين غيوكوين
- ماغي: مغامرات سندباد - رين غيوكوين
- الخطايا السبع المميتة - جيريكو
- الخطايا السبع المميتة: تلميحات الحرب المقدسة - جيريكو
- الخطايا السبع المميتة: إعادة إحياء الوصايا - جيريكو
- سيلور مون SuperS - فيسفيس
- ما زلنا لا نعرف اسم الزهرة التي رأيناها في ذلك اليوم - ناروكو آنجو/آنارو
- فيت/ستاي نايت Unlimited Blade Works - كايدي ماكيديرا
- فيت/أبوكريفا - سيبر الحمراء
- تيلز أوف زيستيريا ذا كروس - ماغيلو
- نيون جينيسيس إيفانجيليون - ريتسوكو أكاغي (دبلجة نتفليكس)
- كاكيغوروي - ساياكا إيغاراشي
- كاكيغوروي xx - ساياكا إيغاراشي
- موب سايكو 100 - تسوتشيا
- موب سايكو 100 II - تسوتشيا، زوجة سوزوكي
- بونغو ستراي دوغز - أكيكو يوسانو، ناومي تانيزاكي
- سورد آرت أونلاين II - نوري
- مدينة مدارس القتال أستريسك - آيرين أورسيز
- بيرسونا 5: ذا انميشن - فوتابا ساكورا
- بوروتو: ناروتو نكست جينيريشنز - سوميري كاكي، إنكو أونيكوما
- هنتر x هنتر (2011) - باكونودا
- سيف قاتل الشياطين - شيطان العنكبوت الأخت الكبرى

### أنمي الإنترنت
- بوكيمون جينيريشنز - لوريلاي
- سورد غاي ذي أنيميشن - كيوكا كاغامي

### أفلام أنمي
- لاف لايف! ذا سكول آيدول موفي - إيلي أياسي
- فولي كولي ألترنيتيف - هيجيري ياجيما
- دراغون بول سوبر: برولي - تشيلاي
- إيفانجيليون: الموت والبعث - ريتسوكو أكاغي (دبلجة نتفليكس)
- نهاية إيفانجيليون - ريتسوكو أكاغي (دبلجة نتفليكس)
- بونغو ستراي دوغز DEAD APPLE - أكيكو يوسانو، ناومي تانيزاكي
- فيلم هنتر x هنتر: فانتوم روج - باكونودا
- برومير - هيريس آرديبيت، ثيما
- ني نو كوني - ساكي ميشيما

## أدوارها في الرسوم المتحركة
- النمور الصاعقة هاووو - تشيتارا، ويليكيت

## أدوارها في ألعاب الفيديو
- بيرسونا 5 - فوتابا ساكورا
- بيرسونا 5 رويال - فوتابا ساكورا
- بيرسونا 5 دانسينغ إن ستارلايت - فوتابا ساكورا
- بيرسونا 5 سترايكرز - فوتابا ساكورا
- ستريت فايتر V - منات
- دانغانرونبا أناذر إيبيسود: ألترا ديسبير غيرلز - كوتوكو أوتسوغي
- نير: أوتوماتا - أنيموني
- فاير إمبلم إيكوز: شادوز أوف فالنتيا - سيليكا
- تيلز أوف بيرسيريا - ماغيلو
- فينيكس رايت: إيس أتورني: سبيريت أوف جاستيس - إيما سكاي، بوني دو فام
- سبايدرمان - فيليشيا هاردي/بلاك كات
- واريووير غولد - آشلي
- ميجا مان 11 - رول
- بليزبلو كروس تاغ باتل - يوزوريها
- فاينل فانتسي VII ريميك - جيسي رازبيري
- سايبر بانك 2077 - ميستي أولزوسكي، ميريديث ستاوت، سبايدر مورفي

## وصلات خارجية
- إيريكا ليندبيك على موقع IMDb (الإنجليزية)
- إيريكا ليندبيك على موقع ميوزك برينز (الإنجليزية)
- إيريكا ليندبيك على موقع قاعدة بيانات الفيلم (الإنجليزية)
- إيريكا ليندبيك على موقع ANN person (الإنجليزية)